# Solarpunk
Solarpunk är en litterär punkgenre av spekulativ fiktion samt en rörelse som uppmuntrar till en optimistisk vision av framtiden i ljuset av dagens problem, så som klimatkrisen, föroreningar, och social orättvisa. Solarpunk täcker en mängd media såsom litteratur, konst, arkitektur, mode, musik och spel. Fokus ligger mycket på förnybar energi, samt andra mindre teknologiska sätt att lösa klimatkrisen, såsom att odla sin egen mat hemma i trädgården.
Några av de mest kända verken i solarpunkfiktion är böckerna "Solarpunk: Ecological and Fantastical Stories in a Sustainable World" och "Sunvault: Stories of Solarpunk and Eco-Speculation".